# Поль Тортельє
Поль Тортельє (фр. Paul Tortelier; 21 березня 1914, Париж — 18 грудня 1990, Віллакро, департамент Валь-д'Уаз) — французький віолончеліст, композитор та педагог. Батько диригента Яна Паскаля Тортельє.

## Біографія
Перші уроки гри на віолончелі отримав від матері у шість років. Навчався в Паризькій консерваторії у Луї Фейяра та Жерар Еккінг, закінчив її з першою премією в 1930 році, виконавши Віолончельний концерт Едварда Елгара, а рік потому дебютував як соліст з оркестром Ламурьо. Тортельє продовжив вдосконалюватися, вивчаючи гармонію та теорію композиції, і через кілька років знову отримав першу премію, цього разу по класу композиції. В 1937 Сергій Кусевицький запросив його на місце першого віолончеліста в Бостонський симфонічний оркестр. Два роки по тому Тортельє повернувся в Париж, і по закінченні війни став солістом оркестру Товариства концертів консерваторії. Після низки сольних виступів у Берліні, Амстердамі та інших містах Європи, що пройшли з великим успіхом, музикант в 1947 отримав запрошення від диригента Томаса Бічема брати участь у лондонському фестивалі Ріхарда Штрауса, де блискуче виконав партію соло віолончелі в симфонічній поемі «Дон Кіхот». Це виконання поклало початок міжнародній кар'єрі музиканта.
З 1950-х років Тортельє став одним з провідних музикантів світу. Його виконання, зазначене ідеальною фразировкой, м'якістю та виразністю звуку, мало величезний успіх у публіки. 1955 року він вперше виступив у США як соліст у Карнегі-холі. Тортельє вів велику педагогічну діяльність: у 1957—1969 був професором Паризької консерваторії, в 1972—1975 — Вищої школи музики в Ессені, в 1978—1980 — в консерваторії Ніцци, з 1980 — почесний професор Центрального інституту музики в Пекіні. В 1975 музиканту було присвоєно почесний докторський ступінь Оксфордського університету. Серед його учнів — Жаклін Дю Пре та інші відомі віолончелісти. Тортельє охоче давав майстер-класи, в тому числі й по телебаченню. Виконавські та викладацькі погляди він виклав у своїх книгах: «Як я граю, як я вчу» (англ. How I Play, How I Teach), виданій в Лондоні в 1975, і автобіографії «Поль Тортельє: Автопортрет» (англ. Paul Tortelier: a Self-Portrait), що вийшла в друк там же дев'ять років по тому.
Тортельє також є автором низки творів, більшість з яких написано для віолончелі чи ансамблів з віолончеллю, однак серед його творів є також «Ізраїльська симфонія» (написана після року перебування музиканта в ізраїльському кібуці), гімн «вВеликий прапор» на власні слова, «Принесення», присвячене Бетховену, на прем'єрі якого в 1971 музикант вперше встав за диригентський пульт.
Дискографія Тортельє включає концерти Гайдна, Дворжака, Елгара, «Варіації на тему рококо» Чайковського, симфонічну поему «Дон Кіхот» Ріхарда Штрауса, повне зібрання віолончельних творів Бетховена та багато інших твори. Серед учнів — Рафаел Зоммер.